# Jerusalemkarte von Cambrai

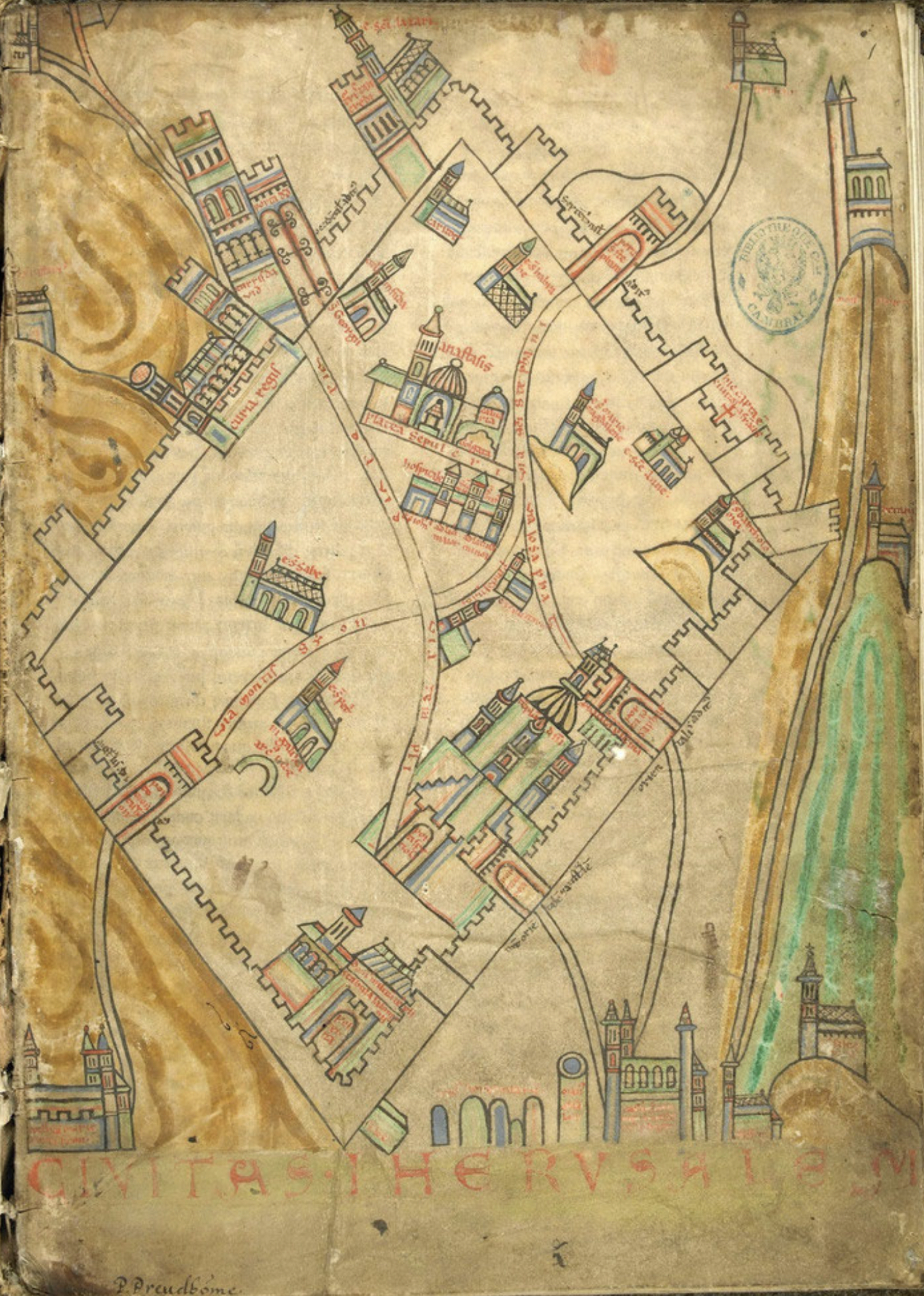
Cambrai, Bibliothèque municipale, Ms. 437, fol. 1r.

Die Jerusalemkarte von Cambrai ist ein mittelalterlicher Stadtplan, betitelt als Civitas Jherusalem, „Stadt Jerusalem“. Diese Karte wird in der Bibliothek von Cambrai aufbewahrt. Es handelt sich dabei um ein Pergamentblatt (Höhe 33,6 cm, Breite 23,5 cm). Dieses ist als fol 1r. in einen Kodex (Ms. 437) eingebunden, der ab fol 1v. einen Kommentar zu den biblischen Büchern der Könige enthält, danach Dekrete des Papstes Gregor I. über das Klosterleben, drei Briefe Friedrich Barbarossas und anderes mehr.
Die Mitte des 12. Jahrhunderts angefertigte Federzeichnung hebt sich unter den insgesamt 14 Jerusalemstadtplänen der Kreuzfahrerzeit durch gute Ortskenntnis und einen vergleichsweise hohen Anteil aktueller historischer Bezugnahmen hervor. Der Grundriss der Stadt ist ein Parallelogramm (nicht wie sonst meist ein Kreis); die Karte ist genordet. 

## Stadtmauern
Jerusalem ist von einer zinnenbekrönten Mauer mit mehreren Türmen umgeben; es gibt fünf Stadttore:
- im Norden das Stephanustor (Porta S. Stephani), heute Damaskustor;
- im Osten das Josaphattor (Porta Josaphat), heute Löwentor, und das heute zugemauerte Goldene Tor (Porta aurea);
- im Süden das Zions(berg)tor (Porta montis Syon);
- im Westen das Davidstor (Porta David), heute Jaffator.

Aus topographischen Gründen ist Jerusalem in Altertum und Mittelalter immer von Norden erobert worden. Auf der Karte von Cambrai sieht man auf der nördlichen Stadtmauer zwischen zwei Türmen ein mit roter Tinte eingezeichnetes Kreuz. Es steht für ein Steinkreuz, das die Kreuzfahrer auf der nördlichen Stadtmauer anbrachten, um den Ort ihres Durchbruchs in die Stadt 1099 zu markieren. Genau an dieser Stelle drang auch Saladins Heer 1187 in Jerusalem ein, woraufhin das Kreuz entfernt wurde. Anton Legner vermutet die Entstehungszeit der Karte innerhalb dieser 88 Jahre. Die Beischrift Hic capta est civitas a francis, „Hier wurde die Stadt von den Franken erobert“, zeigt, dass der Kartenzeichner nicht die überzeitliche Heilige Stadt darstellen wollte, sondern die konkrete Stadt des 12. Jahrhunderts. „Die Karte erscheint somit sowohl als Erinnerungsmal an die Tat, als auch als möglicher Orientierungsplan vor Ort.“ Die Jerusalemkarten der Kreuzfahrer stellten so einen relativ neuen politischen Anspruch auf die Stadt dar, aber sie zeigten zugleich Jerusalem als christliche Erinnerungslandschaft, die von den Pilgern erwandert werden konnte.

## Straßennetz
Das Straßennetz der Jerusalemer Altstadt geht auf die spätantike Stadtanlage von Aelia Capitolina zurück. Der Cardo maximus war die alte Nord-Süd-Achse, d. h. die Verbindung zwischen Damaskustor und Zionstor. Sie heißt auf der Cambrai-Karte im nördlichen Teil Stephanusstraße und im südlichen Teil Zionsbergstraße. Vom westlichen Stadttor aus führt die David-Straße zum Stadtzentrum und weiter als Tempelstraße (Via Templi, heute Tariq Bab as-Silsila) zum Tempelberg. Vom östlichen Stadttor aus gelangte man über die Josaphatstraße ins Zentrum Jerusalems.

## Kirchen
Kirchen sind durch Glockentürme als solche gekennzeichnet. 
Ungewöhnlicherweise wird die Grabeskirche mit ihrem byzantinischen Namen als „Anastasis“ bezeichnet. Sie befindet sich an der „Gasse des (Heiligen) Grabes“ (Platea Sepulcri), die von der nord-südlichen Hauptstraße nach Westen abzweigt. Der Glockenturm ist in seiner ursprünglichen, die Anastasis-Kuppel überragenden Höhe dargestellt. Die Karte ermöglicht einen Blick ins Innere des christlichen Hauptheiligtums: unter der Kuppel der Anastasis befindet sich die Heilig-Grab-Ädikula, daneben erhebt sich als kleiner Berg der Felsen von Golgatha und auf dessen Kuppe eine Kapelle namens Calvaria.
Die Tempelstraße der Kreuzfahrer (heute Tariq Bab as-Silsila) führt zur „Schönen Pforte“ (Porta speciosa) des Tempelplatzes. Hier ist der Felsendom, von den Lateinern als Marienkirche genutzt, das wichtigste und entsprechend groß dargestellte Bauwerk. Der Zeichner hat ihm vier Türme verliehen, die der Felsendom in der Realität nie besaß.
Sechs Kirchen der orientalischen Christen sind auf dem Stadtgebiet von Jerusalem dargestellt: die Kirche des Hl. Sabas (wohl Teil des Klosters Mar Saba), die syrische Kirche des hl. Chariton, die jakobitische Maria-Magdalena-Kirche, die auf dem Markt gelegene Georgskirche, die Abrahams- und die Bartholomäuskirche.
Die Abrahamskirche (Ecclesia S. Habrahe) befand sich der Cambrai-Karte zufolge im heutigen Christlichen Viertel zwischen dem Stephanustor (heute Damaskustor) und der Grabeskirche. Eine genauere Lokalisierung ist nicht möglich. Literarische Quellen bezeugen, dass das Jerusalemer Abrahamskloster 1179 Grundbesitz in Süditalien hatte. Möglicherweise erhielt die Kirche ihren Namen, weil eine Verbindung zum Abrahamsheiligtum in Hebron bestand. Aber mit Abraham könnte anstelle des biblischen Patriarchen auch der Abt Abramios gemeint sein, der im 6. Jahrhundert ein Kloster auf dem Ölberg gründete.
Auch die Bartholomäuskirche lässt sich nur ungenau lokalisieren. Sie ist auf einem kleinen Hügel in der nordöstlichen Ecke der Stadt in Nachbarschaft der Maria-Magdalenen-Kirche und der St. Annenkirche zu sehen. Dieser Bereich gehört heute zum muslimischen Altstadtviertel. Vorgeschlagen wird eine Identifizierung mit der Moschee al-Maulawija (so Bieberstein und Bloedhorn 1994) oder aber mit der späteren Eliaskirche (Dair al-ʿAdas).
Die syrisch-orthodoxe Kirche des hl. Chariton ist auf der Karte von Cambrai in der nordwestlichen Ecke der Stadt dargestellt; sie wird in verschiedenen Quellen des 12. und 13. Jahrhunderts erwähnt und befand sich demnach nördlich des Areals der Grabeskirche. Wahrscheinlich stand diese Kirche dort, wo sich seit dem 19. Jahrhundert Konvent und Kirche des hl. Charalampos (griechisch-orthodox) befinden.

## Profanbauten
Ungewöhnlich ist die Darstellung profaner Gebäude: 
- Ställe Salomos (Stabulae Salomonis), unter dem Haus der Tempelritter (=Al-Aqsa-Moschee) in der südöstlichen Ecke der Stadt,
- Königspalast (Curia regis) mit Davidsturm,
- Tankredturm (Turris Tancredi).

Architektonische Details der Curia regis sind der Karte nicht zu entnehmen, da es sich um eine symbolische Darstellung handelt. Reste des Palastes wurden im heutigen Armenischen Garten und im Bereich der benachbarten Polizeiwache freigelegt. Königspalast und Davidsturm bilden ein Bauensemble; der das Davidstor (heute Jaffator) überragende, mehrstöckige Davidsturm ist auf der Karte von Cambrai besonders hervorgehoben. Als höchster Turm Jerusalems wurde er auch auf Siegeln des Lateinischen Königreichs dargestellt.
Ein weiterer dominanter Turm ist der als Nordwestecke der Stadt dargestellte Tankredturm. Hierbei handelt es sich um einen wuchtigen kreuzfahrerzeitlichen Turm auf quadratischer Grundfläche (35 × 35 m), der seinen Namen als Erinnerung an Tankred von Tiberias trug, einen der Unterführer des Ersten Kreuzzugs, der zusammen mit Gottfried von Bouillon an dieser Stelle erfolglos versuchte, die Stadt zu erobern. 1219 ließ Malik al-Muʿazzam den Tankredturm ebenso wie andere Teile der Stadtbefestigung schleifen.

## Umgebung von Jerusalem
Am rechten, östlichen Bildrand ist der Ölberg außerordentlich steil dargestellt, auf halber Höhe Bethanien und am Fuß des Berges Gethsemane. Daneben befindet sich das Mariengrab (Ecclesia S. Marie in valle Josaphat). Im nahegelegenen Kidrontal hatte sich laut Karte eine Eremitengruppe angesiedelt (Vicus heremitarum); man sieht sie am unteren, südlichen Rand der Karte. Ein markantes antikes Grabmonument in diesem Eremitendorf wurde als Manus Absalon, Abschalom-Denkmal, gekennzeichnet.